# NGC 5816
NGC 5816 (другое обозначение — PGC 902544) — линзообразная галактика (S0) в созвездии Весы.
Этот объект входит в число перечисленных в оригинальной редакции «Нового общего каталога».